# Saint-Augustin-de-Desmaures
Saint-Augustin-de-Desmaures es una ciudad de la provincia de Quebec, Canadá. No hace parte de ninguno de los condados regionales que componen la provincia de Quebec, pero se encuentra en la región administrativa de la Capitale-Nationale.

## Geografía
Saint-Augustin-de-Desmaures se encuentra ubicada en las coordenadas 46°45″N 71°27″O / 46.01250, -71.00750, en la orilla norte del río San Lorenzo. Según Statistics Canada, tiene una superficie total de 85,76 km² y es una de las 1135 municipalidades en las que está dividido administrativamente el territorio de la provincia de Quebec.

## Demografía
Según el censo de 2011, había 18 141 personas residiendo en esta ciudad con una densidad poblacional de 211,5 hab./km². Los datos del censo mostraron que de las 17 281 personas censadas en 2006, en 2011 hubo un aumento poblacional de 860 habitantes (5%). El número total de inmuebles particulares resultó de 6632 con una densidad de 77,33 inmuebles por km². El número total de viviendas particulares que se encontraban ocupadas por residentes habituales fue de 6431.